# Zdeňka Vávrová
Zdeňka Vávrová (1945) es una astrónoma checa.
Codescubrió el cometa periódico 134P/Kowal-Vávrová. Vávrová lo observó como un asteroide, que recibió la designación provisional 1983 JG, sin llegar a ver la coma del cometa. Posteriormente, imágenes tomadas por Charles Thomas Kowal mostraron una coma y el asteroide se convirtió en un cometa.
También descubrió 115 asteroides y el asteroide (3364) Zdenka recibe ese nombre en su homenaje. (en inglés)